# Martin Henkel (Politiker)

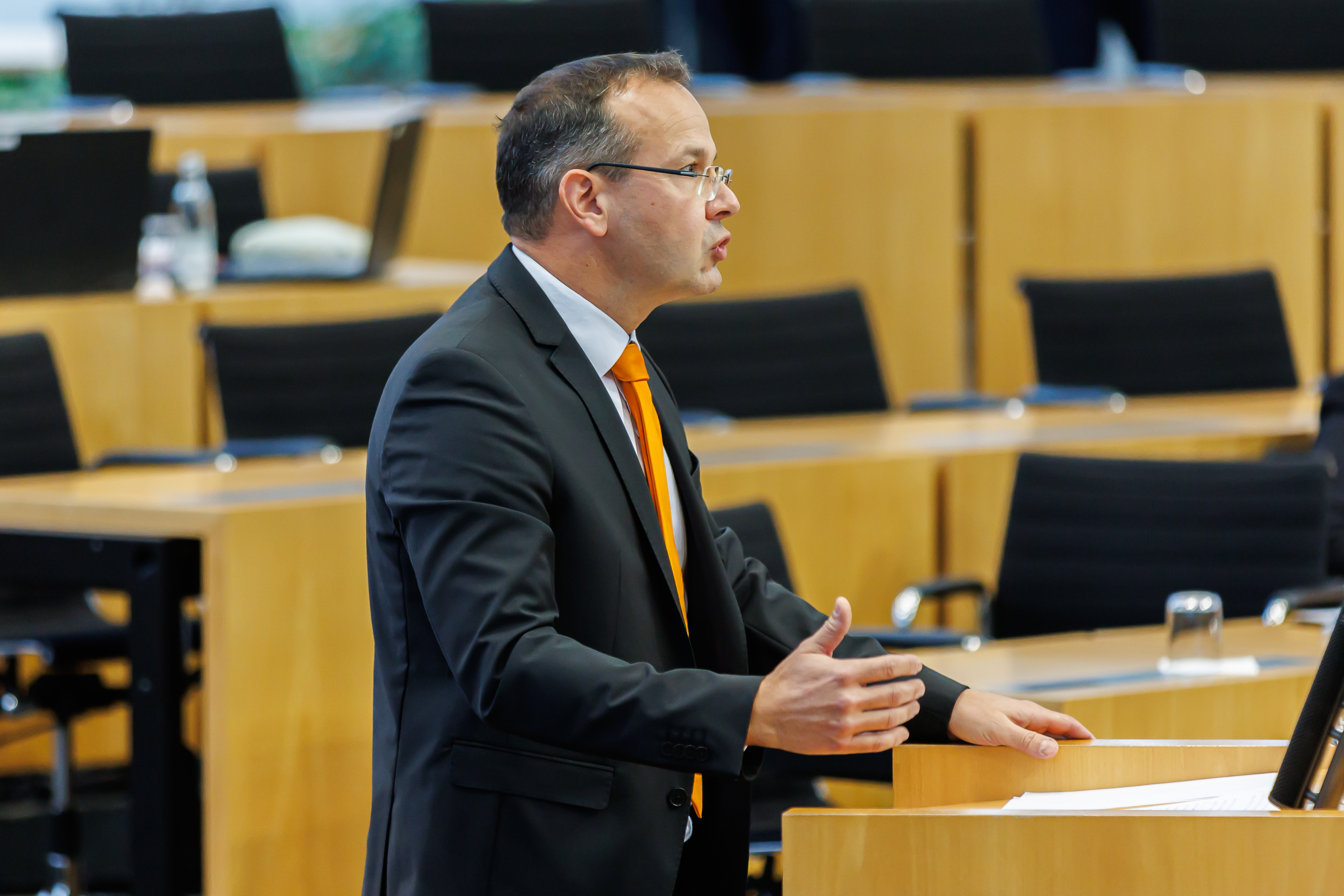
Martin Henkel (2024)

Martin Henkel (* 1975 in Vacha) ist ein deutscher Politiker der CDU. Seit 2019 ist er Mitglied des Thüringer Landtags. Zuvor war er seit 2006 Bürgermeister der Stadt Geisa im äußersten Westen von Thüringen.

## Beruflicher Werdegang
Henkel absolvierte ein Fachhochschul-Studium der Elektrotechnik, das er mit dem akademischen Grad Diplom-Ingenieur (FH) abschloss. 

## Politischer Werdegang
Seit 2004 gehört Henkel dem Kreistag des Wartburgkreises an, in dem er seit 2016 Fraktionsvorsitzender der CDU-Kreistagsfraktion ist. 2004 wurde er zudem in den Stadtrat von Geisa gewählt und bei den Kommunalwahlen in Thüringen 2006 zum Bürgermeister der Stadt Geisa. 2012 und bei der Bürgermeisterwahl 2018 wurde er wiedergewählt.
Der CDU-Kreisverband Wartburgkreis wählte Martin Henkel mit 88,9 Prozent der Stimmen zum Landtagskandidaten der CDU im Wahlkreis 5 - Wartburgkreis I bei der Landtagswahl 2019, nachdem der Wahlkreisabgeordnete Manfred Grob aus Altersgründen nicht mehr zur Wiederwahl antrat. Bei der Wahl am 27. Oktober 2019 erreichte er 34,4 Prozent der Erststimmen seines Wahlkreises und zog in den Thüringer Landtag ein.
Bei der Landtagswahl 2024 zog er über die CDU-Landesliste erneut in den Thüringer Landtag ein. Nach der Bildung des Kabinetts Voigt wurde er im Dezember 2024 zum stellvertretenden Vorsitzenden der CDU-Fraktion gewählt.

## Politische Standpunkte
Henkels politisches Hauptziel ist die Stärkung des ländlichen Raumes. Er spricht sich zudem für Bürokratieabbau, mehr Wirtschaftsförderung und Klimaschutz, jedoch gegen die Errichtung von Windkraftanlagen in Wäldern aus.

### Umgang mit der AfD
Nachdem bei der Stadtratswahl 2019 die AfD in den Geisaer Stadtrat einzog, erhielt diese auf Beschluss des Stadtrates, wie auch die Linke, einen Sitz im Hauptausschuss des Stadtrates. Die Linke warf Henkel und der CDU Geisa daraufhin eine Zusammenarbeit mit der AfD vor. Henkel wies dies entschieden zurück und verwies auf den auch mit Stimmen der Linken gefassten Stadtratsbeschluss zur Verteilung der Ausschusssitze. Im Rahmen seiner Kandidatur für den Thüringer Landtag sprach er sich erneut deutlich gegen eine Zusammenarbeit der CDU mit der AfD aus.

## Privates
Henkel ist römisch-katholisch und Vater dreier Söhne.